# Simão Jatene
Simão Jatene est un ancien gouverneur de l'État brésilien du Pará. 